# Анжи Арена
Анжи Арена е футболен стадион, намиращ се в Каспийск. На него домакинските си мачове играе едноименният отбор. Вместимостта му е 30 000 зрители. Открит е през 2003 година, като тогава носи името „Хазар“. На 22 юли Анжи играе първият си мач на новия стадион, като побеждава Кубан с 1-0. Анжи домакинстват на Хазар, докато се състезават в Руска Първа Дивизия. След като печелят промоция за Премиер лигата, дагестанците се преместват на Динамо, а Хазар е съборен през 2011. Стадионът се реконструира 2 години и на 1 март 2013 му е дадено името Анжи Арена. На 17 март 2013 стадионът е открит с мач между Анжи и Криля Советов (Самара), завършил 1-1.